# Lomocyma oegrapha
Lomocyma oegrapha is een vlinder uit de familie van de pijlstaarten (Sphingidae). De wetenschappelijke naam van de soort werd in 1884 gepubliceerd door Paul Mabille.